# Albin Skroczyński
Albin Skroczyński, ps. „Klimek”, „Chrabąszcz”, „Łaszcz”, „Drabek”, „Dyrektor” (ur. 21 lutego 1890 w Warszawie, zm. 28 grudnia 1971 tamże) – oficer rosyjskiej piechoty i generał brygady Wojska Polskiego i Armii Krajowej.

## Życiorys
Syn Antoniego i Bronisławy z d. Teckiej. W 1905 był usunięty ze szkoły realnej za udział w strajku szkolnym. Uczył się w Gimnazjum im. Kreczmara, ale ze względu na brak środków materialnych musiał przerwać naukę po ukończeniu 5 klas. Powołany do rosyjskiej armii we wrześniu 1908. W sierpniu 1911 ukończył Odeską Junkierską Szkołę Piechoty i został przydzielony do 8 pułku strzeleckiego, w którym dowodził od sierpnia 1914 kompanią, a I batalionem od lipca 1916. Pełnił obowiązki dowódcy II batalionu od lutego 1917, a od grudnia tego samego roku w 49 zapasowym pułku piechoty był dowódcą I batalionu. Jako oficer zawodowy podczas I wojny światowej walczył na froncie austriackim. Po rewolucji październikowej 1917 w Wojsku Polskim, od stycznia 1918 w Odessie, gdzie w lutym został dowódcą II batalionu, a w marcu był jednocześnie dowódcą Legii Oficerskiej Polskiego Pułku Strzelców. Niemcy rozwiązali jednostkę, więc wszedł w skład zarządu Związku Wojskowych Polaków. Prowadził tam od listopada 1918 biuro werbunkowe 4 Dywizji Strzelców Polskich gen. Żeligowskiego, z którą w czerwcu 1919 przebił się do Polski. Od stycznia 1919 był zastępcą dowódcy, od lutego pełnił obowiązki dowódcy, a od kwietnia tego samego roku został dowódcą 15 pułku strzelców.
Od lipca 1919 do kwietnia 1920 dowódca 31 pułku piechoty. Major piechoty z 1 czerwca 1919. W okresie maj 1920 – styczeń 1928 kolejno: dowódca batalionu zapasowego, referent mobilizacyjny (od maja 1922), ponownie dowódca batalionu (od lipca 1922), kwatermistrz (maj 1924), zastępca dowódcy (styczeń 1925) 37 pułku piechoty i jednocześnie komendant garnizonu Kutno (sierpień 1925). W miesiącach luty – maj 1928 ukończył kurs dowódców pułków w Centrum Wyszkolenia Piechoty w Rembertowie. Podpułkownik z 15 sierpnia 1924. W lipcu 1928 został przeniesiony do 64 pułku piechoty w Grudziądzu na stanowisko dowódcy pułku. 10 listopada 1930 Prezydent Rzeczypospolitej Ignacy Mościcki nadał mu stopień pułkownika ze starszeństwem z 1 stycznia 1931 i 5. lokatą w korpusie oficerów piechoty. Jednocześnie zezwolił mu na nałożenie oznak nowego stopnia przed 1 stycznia 1931. W październiku 1935 został mianowany dowódcą piechoty dywizyjnej 15 Dywizji Piechoty w Bydgoszczy z którą walczył w kampanii wrześniowej w składzie Armii „Pomorze” i przebił się do Modlina. Ciężko ranny – stracił oko, a drugie z trudem uratowano.
Po wyleczeniu ran włączył się do działalności w Związku Walki Zbrojnej, potem Armii Krajowej. W okresie maj 1940 – listopad 1942 komendant rezerw Komendy Głównej ZWZ pod pseudonimami „Drobek” i „Chrabąszcz”. Pełnił także jesienią 1940 funkcję przewodniczącego Sądu Kapturowego przy KG. Od styczeń/kwiecień 1942 – listopad 1944 komendant Obszaru AK Warszawa. Generał brygady z 10 sierpnia 1942. Łączył funkcję Komendanta Rezerw z funkcją komendanta Obszaru Warszawa AK do listopada 1942. Uczestniczył w powstaniu warszawskim, pomimo że należał do grona oficerów opowiadających się zdecydowanie przeciwko jego wybuchowi. Mianowany rozkazem z 25 września 1944 szefem Delegatury Ministerstwa Obrony Narodowej. Po kapitulacji powstania, od 2 października 1944 przebywał w niewoli niemieckiej w Oflagu VII A Murnau (nr jeniecki 4449). Po wojnie w 1946 powrócił do Warszawy i przez wiele lat pracował w spółdzielczości inwalidzkiej. Włączył się również po 1956 do działalność w ZBoWiD. Był członkiem ZG w listopadzie 1957 w miejsce płk. Jana Rzepeckiego, a od września 1959 wchodził w skład RN. Wiceprzewodniczący ZG od 1964 do 1969, a następnie był członkiem Głównej Komisji Weryfikacyjnej Odznaczeń przy ZG ZBoWiD.
Pochowany na Cmentarzu Wojskowym na Powązkach (kwatera B 20-1-14).

## Ordery i odznaczenia
- Krzyż Złoty Orderu Wojennego Virtuti Militari (1944)[5]
- Krzyż Srebrny Orderu Wojskowego Virtuti Militari (1922)[5]
- Krzyż Oficerski Orderu Odrodzenia Polski (1935)[5]
- Krzyż Walecznych (czterokrotnie, 1921 i 28 września 1944)[5]
- Złoty Krzyż Zasługi (17 marca 1930)[12]
- Medal Niepodległości (20 lipca 1932)[13]
- Brązowy Medal „Za zasługi dla obronności kraju” (1967)[14]